# 伊賀亮平
伊賀 亮平（いが りょうへい、1994年6月29日 - ）は、日本の男子バレーボール選手である。

## 来歴
東京都板橋区出身。小学校で誘われたのがきっかけで小学1年生からバレーボールを始める。
駿台学園高等学校を経て、2013年、中央大学に進学。2014年、全日本大学選手権大会（全日本インカレ）で優勝し、自身もリベロ賞を受賞。2015年は、関東大学リーグで春季・秋季共に優勝。全日本インカレで連覇を達成し、自身もリベロ賞を受賞した。その後の天皇杯では、サントリーサンバーズを破る大金星を挙げた。2016/17シーズン、パナソニックパンサーズの内定選手となった。
2017年、大学卒業後に、パナソニックパンサーズに入団した。入団1年目となる2017/18シーズン、V・プレミアリーグの試合に出場し、Vリーグデビューを果たした。
2023年、韓国Vリーグ所属クラブを対象に行われる「2023KOVO男子アジア枠トライアウト」に参加し、4月27日、その最終ドラフトで、水原韓国電力ビクストームに指名された。同チーム監督のクォン・ヨンミンは、ドラフト以前から注目してきた有力なリベロを獲得できたと笑みをこぼした。2022-23シーズンはパナソニックでリベロのレギュラーとして多くの試合に出場していたが、海外経験が豊富なリベロの古賀太一郎から「海外の話があったら、迷わずゴーだよ」とアドバイスを受けていて、海外移籍への意欲が強まっていた。6月30日をもってパナソニックパンサーズを退団し、韓国電力に移籍した。
韓国Vリーグ初の外国人リベロとしてプレーし、ベストリベロとベストディガーを獲得。シーズン終了時には再契約の申請をしたが契約延長は行われず、アジア枠ドラフトで韓国電力は中野倭を指名した。
2024年7月、フランスリーグのASカンヌとの契約が発表された。
2025年1月、シーズン途中で韓国Vリーグの仁川大韓航空ジャンボスに移籍。4月に翌シーズンの契約継続が発表された。

## 所属チーム
- 駿台学園高等学校（2010-2013年）
- 中央大学（2013-2017年）
- パナソニックパンサーズ（2017-2023年）
- 水原韓国電力ビクストーム（2023-2024年）
- ASカンヌ（2024年）
- 仁川大韓航空ジャンボス（2025年-）

## 受賞歴
- 2014年 - 全日本大学選手権大会 リベロ賞
- 2015年 - 全日本大学選手権大会 リベロ賞
- 2024年 - 韓国Vリーグ2023-24 ベストリベロ・ベストディガー